# Pico Carbonero
Pico Carbonero är en bergstopp i Spanien.   Den ligger i provinsen Província de Lleida och regionen Katalonien, i den nordöstra delen av landet, 500 km nordost om huvudstaden Madrid. Toppen på Pico Carbonero är 2 275 meter över havet.
Terrängen runt Pico Carbonero är huvudsakligen bergig, men västerut är den mer kuperad. Runt Pico Carbonero är det mycket glesbefolkat, med 2 invånare per kvadratkilometer. Närmaste större samhälle är Sort, 16,4 km söder om Pico Carbonero. I omgivningarna runt Pico Carbonero växer i huvudsak barrskog.